# Nine Inch Nails
I Nine Inch Nails sono un gruppo musicale industrial rock statunitense, formatosi a Cleveland (Ohio) nel 1988 per iniziativa del cantante e polistrumentista Trent Reznor. In quanto principale autore, produttore, cantante e strumentista, Reznor è stato l'unico membro ufficiale dei Nine Inch Nails, nonché il solo responsabile, fino al 2016, anno in cui Atticus Ross, suo collaboratore da anni, è integrato come membro ufficiale del gruppo alla pari di Reznor.
La loro musica è un ibrido tra heavy metal, musica elettronica e musica industriale (genere che hanno contribuito in maniera significativa a far conoscere a un pubblico più allargato). Come propri ispiratori citano i Ministry, gli Skinny Puppy, i Depeche Mode, Iggy Pop e David Bowie. Dagli anni 2010 il gruppo si è concentrato sulla realizzazione di musica sperimentale, strumentale e ambient.
Dopo aver registrato un nuovo album suonando da solo la maggior parte degli strumenti, Reznor è solito formare un gruppo di supporto per i concerti; la formazione live è un'entità separata da ciò che sono i Nine Inch Nails nella fase di registrazione in studio. Durante i concerti, il gruppo spesso si serve di spettacolari elementi visivi per arricchire le proprie performance, che frequentemente culminano con la distruzione della strumentazione.
Il pubblico della musica underground accolse caldamente i Nine Inch Nails nei loro primi anni. La band produsse numerosi dischi altamente influenti negli anni novanta, che portarono loro una diffusa popolarità: molte canzoni dei NIИ divennero delle radio hit, due album dei NIИ vinsero i Grammy Awards, e la band ha venduto oltre 20 milioni di album a livello mondiale, di cui 10,5 milioni venduti solamente negli Stati Uniti. Nel 2004, Rolling Stone classificò i Nine Inch Nails al 94º posto della loro lista dei 100 artisti rock più grandi di tutti i tempi. Nonostante questi riconoscimenti, la band ha avuto numerosi contenziosi con l'industria discografica. Trent Reznor annunciò nel 2007 che i Nine Inch Nails avrebbero continuato la loro carriera in modo del tutto indipendente da etichette discografiche.
Reznor, nel 1994, disse che coniò il nome "Nine Inch Nails" perché "si abbreviava facilmente", piuttosto che per "significati letterali". Altre voci sono circolate, asserendo che Reznor scelse di fare un chiaro riferimento alla crocifissione di Gesù con i chiodi da nove pollici o alle unghie lunghe nove pollici di Freddy Krueger, in quanto il nome della band significa letteralmente sia "chiodi da nove pollici" che "unghie da nove pollici". La sua abbreviazione NIN ricordava a Reznor nel logo ufficiale la tipografia di Tibor Kalman sulla copertina di Remain In Light, noto album dei Talking Heads. Sempre la parola NIN designa anche, secondo il buddhismo di Nichiren Daishonin, uno dei dieci mondi e cioè il quinto, lo stato di umanità. Reznor e Gary Talpas disegnarono il logo dei Nine Inch Nails, che consiste nelle lettere "NIИ" inserite dentro una cornice con la seconda "N" specchiata. La prima apparizione del logo avvenne con Down in It. Talpas, nativo di Cleveland, avrebbe continuato a disegnare e progettare l'imballaggio dei NIИ fino al 1997.

## Storia del gruppo

### Gli inizi

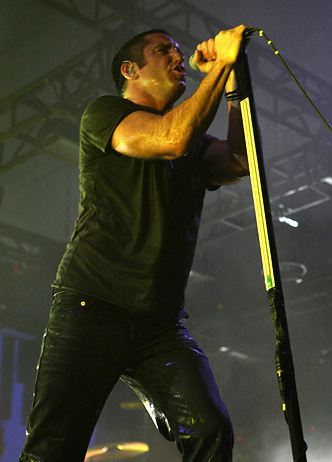
Trent Reznor, fondatore della band

Trent Reznor nacque il 17 maggio 1965 a Mercer, in Pennsylvania. Precoce pianista (a 6 anni eseguiva Mozart alla perfezione), trascorse un'infanzia relativamente tranquilla con i nonni, e imparò presto a suonare anche la tuba e il sassofono. In seguito cominciò ad interessarsi al rock e all'heavy metal. In tarda adolescenza, Reznor si trasferì a Cleveland, nell'Ohio: qui conosce il batterista Chris Vrenna, che con lui inizierà a collaborare nei futuri Nine Inch Nails. In quel periodo iniziò la sua passione per l'industrial metal e la new wave.
Nel 1987 Reznor suonò le tastiere con una band di Cleveland chiamata Exotic Birds, il cui manager era John Malm, Jr. Reznor e Malm divennero amici, e quando Reznor lasciò gli Exotic Birds per dedicarsi alla sua musica, Malm informalmente divenne il suo manager. Reznor venne assunto a quel tempo come assistente di studio e portiere ai "Right Track Studios", e chiese al proprietario degli studio Bart Koster il permesso di registrare alcuni demo delle sue stesse canzoni gratuitamente mentre lo studio non veniva utilizzato. Koster accettò. Mentre assemblava i demo, le prime registrazioni dei NIИ, Reznor non era in grado di trovare una band che potesse articolare le sue canzoni come voleva. Così, ispirato da Prince, suonò tutti gli strumenti tranne la batteria. Questo metodo rimane il metodo principale di registrazione di gran parte del materiale della band, anche se occasionalmente coinvolge altri musicisti e assistenti. Nel 1988, dopo aver suonato nel suo primo show in supporto agli Skinny Puppy, le ambizioni di Reznor per i Nine Inch Nails erano di realizzare un singolo in formato 12" con una piccola etichetta europea. Numerose etichette risposero positivamente ai demo, e Reznor firmò per la TVT Records. Nove tracce dai Right Track demo furono pubblicate non ufficialmente nel 1994 come Purest Feeling: molte di queste canzoni sarebbero apparse in una forma rivisitata su Pretty Hate Machine nel 1989.

### Pretty Hate Machine
Nel 1989 i Nine Inch Nails pubblicarono Pretty Hate Machine per conto della casa discografica TVT. Questo album segna la prima collaborazione con Adrian Sherwood (che produsse il singolo Down in It a Londra, Inghilterra senza aver incontrato Reznor faccia a faccia) e con Mark "Flood" Ellis. La produzione di Flood sarebbe apparsa in ciascuna delle maggiori uscite dei Nine Inch Nails fino al 1994, e Sherwood ha fatto dei remix per la band fino agli anni 2000. Ufficialmente il disco è firmato dal solo Trent Reznor, mentre Vrenna e Patrick rivestono i ruoli di comprimari. Le 10 canzoni per molti rappresentano veri e propri manifesti dell'industrial, e mescolano effetti di batteria elettronica, campionamenti di canti tribali africani, giri slap di basso, riff di chitarra metal e perfino parentesi hip hop. Ispiratori del debutto dei NIИ, oltre a quelli precedentemente citati, furono Clive Barker, Jane's Addiction, Prince, Public Enemy, This Mortal Coil, Success (nomi che appaiono anche sul booklet del disco). I testi parlano di quanto l'amore possa sconvolgere e mettere in profonda crisi la psiche umana, ad esclusione di Head Like a Hole (una protesta contro il materialismo, l'ossessione per il denaro e i frutti che ne derivano), Terrible Lie (incentrata sul rapporto fra Trent e Dio), e Down in It (incentrato sul tema della depressione psichica). Miglior brano del disco è generalmente considerato Something I Can Never Have, in cui la malinconia della voce di Reznor è accompagnata da note scandite al pianoforte. Dopo 113 settimane nella Billboard 200, Pretty Hate Machine divenne una delle prime uscite indipendenti a ricevere la certificazione di platino. MTV mandò in onda i video per "Down In It" e "Head Like A Hole", mentre un video esplicito di "Sin" venne realizzato solamente nel 1997 nella VHS Closure.
Nel 1990, i NIИ fecero un tour in Nord America come sostenitore di artisti di rock alternativo come Peter Murphy e The Jesus and Mary Chain. I NIИ successivamente supportarono l'uscita di Pretty Hate Machine con un tour mondiale e con la partecipazione al primo Lollapalooza festival nel 1991, dove il gruppo "rubò la scena" agli headliner Jane's Addiction nonostante numerosi problemi tecnici. Dopo aver raccolto una disastrosa accoglienza in Europa come sostenitore dei Guns N' Roses, i NIИ tornarono negli USA sotto la richiesta pressante da parte della TVT di produrre un seguito di Pretty Hate Machine che fosse un po' più commerciale. In risposta, Reznor iniziò segretamente le registrazioni del nuovo album sotto pseudonimo allo scopo di allontanare le interferenze della casa discografica.

### Broken
A detta dello stesso Reznor, la touring band dei Nine Inch Nails del 1991 fu un'influenza per l'EP del 1992 Broken. Nel 1992 Reznor, Vrenna e Partick registrarono sotto il nome di Nine Inch Nails l'EP Broken, musicalmente molto più aggressivo di Pretty Hate Machine. Le 6 tracce (oltre a due bonus track, Physical (You're So) e Suck, la prima una reinterpretazione di Adam Ant) spaziano da un industrial ispirato dai Ministry (Wish, Gave Up) all'elettronica (Happiness in Slavery). Nel disco collaborò anche Martin Atkins, batterista dei Ministry. Le canzoni tratte da Broken fecero guadagnare ai NIИ i loro unici due Grammy Awards: una performance del primo singolo dell'EP Happiness in Slavery da Woodstock '94, e il secondo singolo Wish.
Peter "Sleazy" Christopherson delle band Coil e Throbbing Gristle diresse un performance video per "Wish", ma il video più cruento dell'EP è quello della canzone "Happiness in Slavery". Il video venne quasi universalmente bandito per la rappresentazione grafica dell'artista Bob Flanagan che si sveste di fronte alle telecamere e si distende su una macchina che gli fa provare piacere, lo tortura e poi lo uccide. Un terzo video per Pinion, parzialmente incorporato nella sequenza iniziale di MTV's Alternative Nation, mostra un gabinetto da WC che apparentemente scarica nella bocca di un individuo ridotto a schiavo. Reznor e Christopherson misero questi tre video clip insieme con delle riprese per "Help Me I Am In Hell" e "Gave Up" in un lungometraggio chiamato The Broken Movie. Il video rappresenta l'omicidio di un uomo giovane che viene rapito e torturato mentre viene forzato a guardare i video. Questo filmato non venne mai pubblicato ufficialmente, ma circola di nascosto tra i fan più accaniti della band.
Un performance video separato per Gave Up in cui recita Richard Patrick e Charles Manson venne filmato al 10050 Cielo Drive (rinominato poi Le Pig Studios da Reznor), posto in cui avvenne il massacro dei Tate; anche una registrazione live di "Wish" venne filmata, ed entrambi i video appaiono nella compilation Closure del 1997. Il seguito di "Broken" fu l'EP di remix Fixed alla fine del 1992. Piuttosto che andare in tournée in supporto al nuovo materiale, Reznor cominciò a vivere e a registrare al "Le Pig", lavorando ad un seguito libero da restrizioni della casa discografica. The Downward Spiral fu il risultato di questa condizione creativa.

### The Downward Spiral
Nel 1994 passarono dalla TVT alla Interscope Records, per cui incidono The Downward Spiral, universalmente ritenuto il disco più riuscito dei Nine Inch Nails e tra i maggiormente noti dell'industrial metal. Si tratta di un concept album incentrato sulle difficoltà (di cui il titolo è metafora) che l'uomo incontra sul finire della propria vita, e che lo conducono a volte a soluzioni drastiche come il suicidio. Tali tematiche sono particolarmente approfondite in Mr. Self Destruct, che si distingue anche per l'alternanza di riff di chitarra, colpi di drum machine e giri di basso melodico. Degna di nota è inoltre Piggy, caratterizzata da una prima parte ad andamento jazz e una seconda scandita da batterie a doppio pedale. Nella tracklist ci sono anche la ballata acustica Hurt e un brano parzialmente rappato, Ruiner. Dal disco furono estratti come singoli Closer e March of the Pigs.
Reznor dichiarò che The Downard Spiral è una proiezione di sé, come un personaggio che distrugge diverse cose della propria vita alla ricerca di qualche tipo di risposta. L'album incrocia parecchi temi come il sesso, le relazioni, la fiducia, la religione, la droga e la disperazione. L'opera vide la collaborazione di diversi artisti tra cui Adrian Belew e Stephen Perkins.
Ad agosto i Nine Inch Nails parteciparono al festival Woodstock '94. Una delle canzoni eseguite durante quel concerto, Happiness in Slavery, fu successivamente premiata con un Grammy Awards nella categoria Best Metal Performance.
Curiosamente, Trent Reznor dichiarò in un'intervista che pensava di aver fatto un pessimo concerto.
Nello stesso anno, Reznor e Vrenna (affiancati dal chitarrista Finck, dal bassista Lohner e dal tastierista Woolley) partirono in tour con l'allora esordiente Marilyn Manson. Poi la nuova formazione dei NIИ incide la colonna sonora del film Assassini nati (Burn, Something I can never have e A warm place), la reinterpretazione di Dead Souls dei Joy Division per il film Il corvo e il nuovo disco di remix Further Down the Spiral.
Nel 1995 i NIИ iniziarono un altro tour, assieme al nuovo tastierista Charlie Clouser e a David Bowie. In seguito iniziarono un triennio di pausa creativa interrotto solo dall'incisione di Driver Down e di The Perfect Drug (per la colonna sonora del film Strade perdute (Lost Highway) di David Lynch).

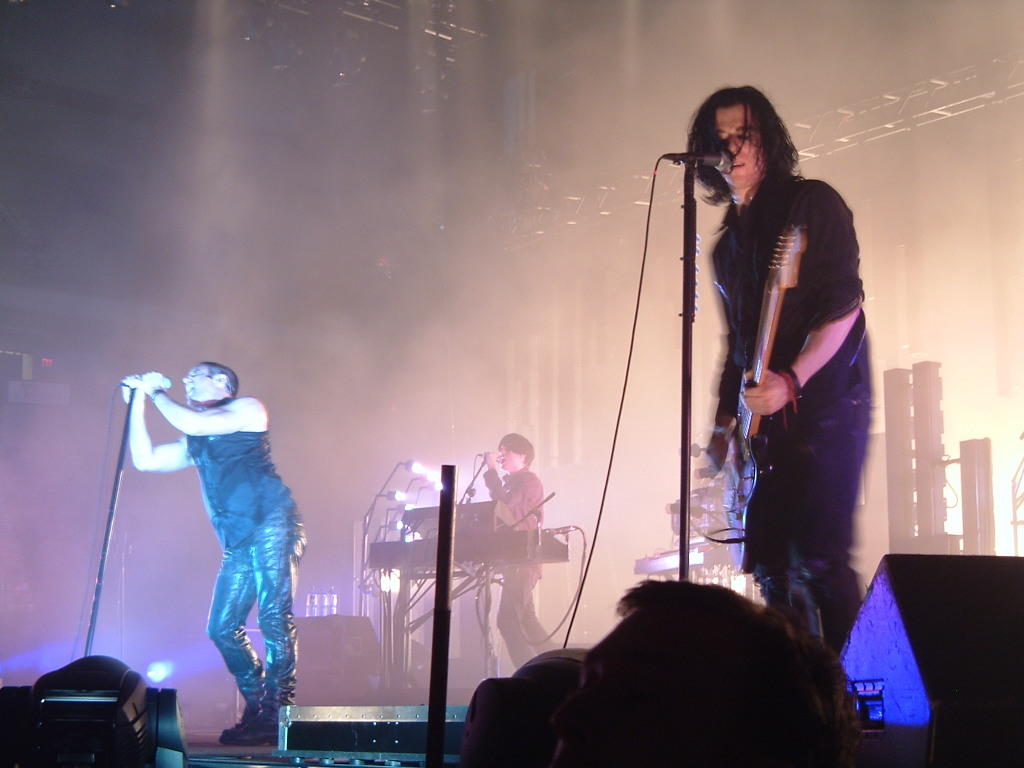
I Nine Inch Nails in un live

Nel 1996 il gruppo e il suo leader esordirono nell'Home Entertainment con la collaborazione alla realizzazione dell'innovativo videogioco Quake, attraverso la creazione degli effetti sonori speciali e della colonna sonora con un contributo di dieci pezzi strumentali originali in tracce audio miste alla traccia dati del gioco.

### The Fragile
The Fragile, immesso sul mercato nel 1999, è un doppio album comprendente 23 canzoni. Il primo disco è meno influenzato dall'elettronica, e dà più spazio alle chitarre elettriche, usate frequentemente in modo non convenzionale: ciò è dimostrato dall'intro di chitarra acustica di Somewhat Damaged, dei riff shoegaze (rifacentisi ai My Bloody Valentine) di The Day The World Went Away, e dall'arpeggio di matrice country della base di Where is Everybody. Inoltre le batterie sono in gran parte suonate dal vivo, e registrate da Steve Albini. Notevoli sono ritenute anche la title track, La Mer (accompagnata da pianoforte, contrabbasso e batteria jazz con un cantato femminile in francese), e The Great Below. Nel secondo disco, aperto da The Way Out Is Through, sono da evidenziare Starfuckers Inc. (che prende in giro l'intero mondo dello spettacolo), dalle chitarre pesanti e dalle ritmiche sincopate, e I'm Looking Forward To Joining You, Finally.
The Day the World Went Away fu il primo singolo estratto da The Fragile, pubblicato diversi mesi prima dell'album. La b-side Starfuckers, Inc. fu inclusa nel disco in un secondo momento, e divenne anch'essa un video e un singolo. Reznor descrisse così The Fragile in un'intervista del 1999:

Dal punto di vista narrativo, The Fragile è il seguito non dichiarato di The Downward Spiral. Qui Reznor confronta i testi dei due album:
Nel tour successivo, i NIИ partirono con il nuovo batterista Jerome Dillon. Incisero il primo album live And All That Could Have Been, accompagnato da un altro disco di rifacimenti in versione acustica di alcune canzoni (Still). Poi venne pubblicato Things Falling Apart, che contiene i remix dei brani di The Fragile.
Dopo aver composto Deep (Nine Inch Nails) (nella colonna sonora del film Tomb Raider), nel 2001 i Nine Inch Nails rientrarono in pausa, e Reznor si trovò alle prese con alcuni problemi personali.

### With Teeth

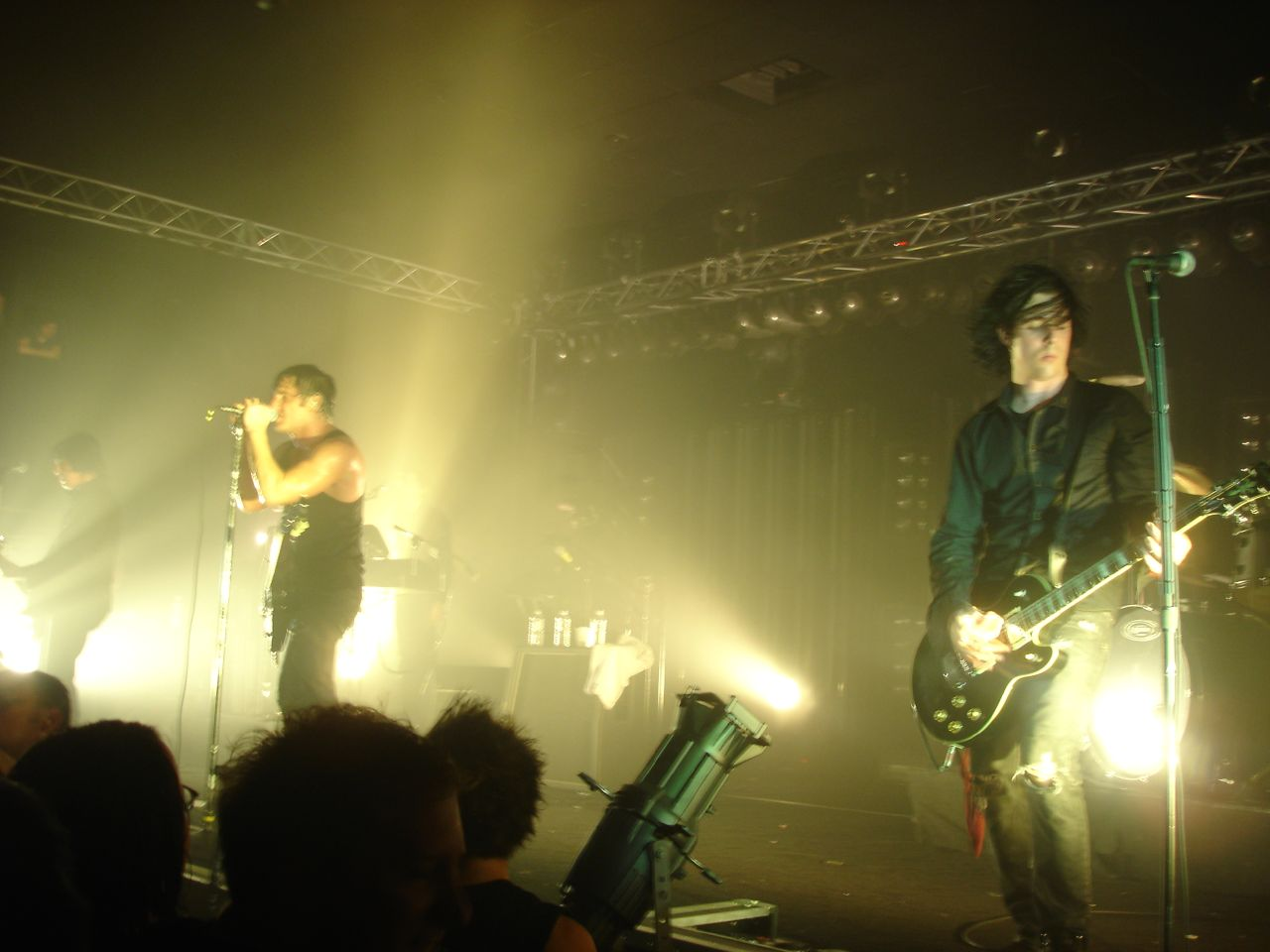
I Nine Inch Nails in concerto

Nel 2005 il gruppo di Cleveland fece uscire With Teeth. L'album fu scritto e registrato in seguito alla battaglia di Reznor con l'alcolismo e l'abuso di sostanze. Come The Fragile, With Teeth debuttò nella top della Billboard 200. La confezione artistica dell'album manca dei tipici crediti; semplicemente vi è la lista delle canzoni e i co-produttori, e un URL che un poster online in formato PDF con le liriche e i crediti. L'intero album venne reso disponibile in streaming nella pagine ufficiale MySpace della band prima dell'uscita nei negozi.
C'è un certo ritorno alla forma canzone rispetto a The Fragile, vi sono collaborazioni di alcuni batteristi (tra cui Dave Grohl, che ha lavorato con Nirvana, Foo Fighters, Queens of the Stone Age, Probot) e le melodie si accentuano, come nel primo singolo The Hand That Feeds. Tra le canzoni che più si fanno notare, si possono citare la title track, All The Love In The World, Only, Beside You in Time e Right Where It Belongs. Oltre al già citato The Hand That Feeds, gli altri singoli estratti furono Only e Every Day Is Exactly the Same.
Un video promozionale per "The Hand That Feeds" fu messo nel sito ufficiale dei NIИ nel marzo 2005, piuttosto che sui tradizionali canali musicali, e Trent Reznor pubblicò il file d'origine per "The Hand That Feeds" in formato GarageBand un mese dopo, permettendo ai fan di remixare la canzone. Questo diede il via ad un concorso di remix non ufficiale, nel quale oltre 500 fan remixarono la canzone. Reznor inoltre pubblicò il file d'origine per il secondo singolo dell'album "Only" in una più ampia varietà di formati, includendo Pro Tools e ACID Pro; i fan vennero anche invitati ad accedere nella pagine ufficiale MySpace della band per uploadare i remix, votare per i favoriti, e commentarli in un blog. David Fincher diresse un video per "Only" usando principalmente un linguaggio visivo generato dal computer. Il terzo singolo, "Every Day Is Exactly The Same" fu pubblicato nell'aprile 2006 insieme ad un EP con i remix di With Teeth, ma il video musicale programmato sembra sia stato lasciato nella fase di post-produzione.
I Nine Inch Nails fecero un tour nelle arene del Nord America nell'autunno 2005, e vennero aperti da band come Queens of the Stone Age e Autolux. Un altro apri concerto in questo tour, l'artista di hip-hop Saul Williams, si esibì sul palco con i Nine Inch Nails al "Voodoo Music Experience" festival durante un'apparizione da headliner nella città appena sconvolta dall'uragano New Orleans. Per concludere con l'era "With Teeth" della band, i NIИ fecero un tour negli anfiteatri del Nord America nell'estate 2006, insieme ai Bauhaus, TV on the Radio e Peaches. A fine 2006 è stato rivelato la pubblicazione del documentario Beside You in Time su DVD, HD DVD e Blu-ray Disc. Dopo essersi presi una pausa per completare il lavoro sull'album successivo, il gruppo si imbarcò in un tour mondiale nel 2007. Trent Reznor personalmente invitò i Ladytron ad aprire i loro concerti in Europa.

### Year Zero
Anticipato da un lungo tour che fece tappa prima Europa e poi in Oceania, nel 2007 venne pubblicato il quinto album dei Nine Inch Nails: Year Zero. Si tratta di concept album fortemente sperimentale, dove Reznor abbandona il percorso intrapreso con With Teeth (pubblicato appena due anni prima) per ritornare alle sonorità elettroniche che lo hanno sempre contraddistinto, ma questa volta portandole allo stremo. Dall'album furono estratti i singoli Survivalism e Capital G. Con le sue liriche scritte dalla prospettiva di una serie di personaggi fittizi, Reznor descrive Year Zero come un concept album che critica le politiche attuali del governo degli Stati Uniti d'America e come queste politiche avranno un impatto sul mondo entro 15 anni. La critica accolse in modo favorevole l'album, con un punteggio medio del 76% su Metacritic.
In un'intervista Reznor dichiarò che Year Zero è la prima parte di un progetto che comprende due album: l'uscita del secondo sembra essere prevista per il 2008. L'artista aggiunse inoltre che è molto probabile l'uscita di un film connesso al progetto di Year Zero, da lui stesso definito come un album che contiene "una colonna sonora di un film che non esiste".
Parallelamente al concept di Year Zero, nacque anche un reality game alternativo, che si basa sulla storia raccontata dall'album. Particolari nascosti nel merchandise del tour portarono i fan a scoprire un network di siti internet fittizi e inerenti al concept che descrivono "una immagine orwelliana degli Stati Uniti d'America datata più o meno nell'anno 2022". Prima dell'uscita ufficiale di Year Zero, canzoni inedite dell'album furono trovate in chiavette USB nascoste nei posti dove si svolsero i concerti dei Nine Inch Nails in Europa. La partecipazione dei fan al reality game alternativo richiamò l'attenzione dei portali mediatici come USA Today e Billboard, i quali citarono il sito tenuto da fan "The NIN Hotline", il forum "Echoing the Sound" il fan club "The Spiral", e NinWiki come fonti per nuove scoperte e curiosità.
In prossimità della conclusione del tour estivo, Trent Reznor annuncia in un'intervista che «sebbene il batterista Josh Freese, il chitarrista Aaron North, il bassista Jeordie White e il tastierista Alessandro Cortini siano degli eccellenti musicisti, a questo punto voglio fare ruotare la formazione. I Nine Inch Nails come formazione rock sono finiti, di nuovo. Vedo altri modi per presentare il mio materiale in concerto, più stimolanti, qualcosa di nuovo». Di fatto quindi l'esibizione di Honolulu del 18 settembre 2007 è stata l'ultima dei Nine Inch Nails come rock band.
Il primo singolo dell'album, Survivalism, e altre tracce tratte da Year Zero vennero pubblicate come file audio multitrack a disposizione dei fan per remixarle. Il 20 novembre 2007 uscì l'album di remix Year Zero Remixed, accompagnato da un sito interattivo di remix con download di file audio multitrack e la possibilità di inserire i propri remix, dopo che battaglie legali avevano ritardato il suo debutto.
L'8 ottobre 2007, tramite il sito ufficiale, Reznor annuncia di «essere libero da qualsiasi contratto con qualsiasi etichetta discografica, dopo essere stato per 18 anni sotto contratto e dopo avere visto il business mutare radicalmente passando da una cosa a qualcosa di innatamente diverso». Reznor ha anche aggiunto che questa sua nuova situazione «gli permette finalmente di avere un più adatto e appropriato rapporto diretto con il pubblico» annunciando anche grosse novità per il 2008. Nasce così la The Null Corporation, un'etichetta discografica indipendente fondata da Trent Reznor e Rob Sheridan dopo la dipartita dalla Interscope Records. L'etichetta era inizialmente volta alla promozione dei soli progetti musicali di Reznor.

### Ghosts I-IV
Il 16 febbraio 2008 Reznor rivelò la pubblicazione di materiale inedito previsto nelle successive due settimane. Il 2 marzo uscì infatti Ghosts I-IV, un album strumentale composto da 36 tracce, che costituisce l'Halo 26. Nessuna informazione venne data riguardo all'album fino alla sua uscita.
Il disco testimonia le sperimentazioni recenti di Reznor con la distribuzione digitale. Come l'album di Saul Williams The Inevitable Rise and Liberation of NiggyTardust! (in cui Reznor è produttore), l'album è disponibile in differenti modi, che includono il download gratuito del primo volume, il download digitale dell'album per 5$, un doppio CD a 10$, un'edizione deluxe dell'album a 75$, e un'edizione ultra deluxe limitata a 300$ (limitata a 2500 copie). La distribuzione di Ghosts I-IV è stata descritta da molti critici come un metodo di distribuzione che deve essere seguito da altre band.
L'album fu creato in un periodo di circa 10 settimane e include il contributo di Atticus Ross, Alan Moulder, Alessandro Cortini, Adrian Belew e Brian Viglione. Reznor ha descritto la collezione di 36 tracce come una "soundtrack per i sogni" che è "il risultato di un modo di lavorare incentrata su una prospettiva molto visuale - unendo posti e scenari immaginati con suoni e trame". L'album è sotto licenza "Creative Commons Attribution Non-Commercial Share Alike License". Sul sito dei Nine Inch Nails, Reznor dichiarò che una "eccitante collaborazione ed esperienza riguardo a questo album" sarebbe stata annunciata presto. Questa collaborazione si scoprì poi essere un film festival basato sulla interpretazione dei brani con dei filmati ad opera di fan sponsorizzato su YouTube. Reznor dichiarò anche che "più volumi di Ghosts molto probabilmente appariranno in futuro". Incluse nella "ultra deluxe limited editions" di Ghosts I-IV ci sono due nuove tracce, Ghosts 37 e 38, entrambe in formato multitrack.

### The Slip
Nei primi giorni dell'aprile 2008, i Nine Inch Nails misero numerose foto su Flickr che mostrano la band, inclusi Josh Freese e Robin Finck, in uno studio di registrazione. Nel frattempo, dalle notizie che appaiono su www.nin.com, si capisce che dal mese di maggio il sito svelerà una nuova veste comprendendo tutti quei servizi interattivi presenti fino ad ora solo sulla community "The Spiral" ma non necessiterà più di un account a pagamento.
Il 21 aprile 2008 una news nel sito ufficiale della band diceva "2 settimane!", ricordando un messaggio simile a quello uscito il 16 febbraio 2008 che poi risultò nell'uscita di Ghosts I-IV, alimentando voci che speculavano che il seguito di Year Zero sarebbe stato annunciato il 5 maggio 2008. Le stazioni radio statunitensi iniziarono a mandare in onda un nuovo singolo contenente la voce di Reznor e intitolato Discipline il 22 aprile 2008; questa canzone fu masterizzata da Alan Moulder meno di 24 ore prima della messa in onda. Alle stazioni radio venne permesso di dire ai propri ascoltatori il link dal quale si poteva scaricare gratuitamente la canzone, attraverso il sito del gruppo, insieme ai file multitraccia per remixarla. Contenuto nel tag del file MP3 di Discipline c'era il messaggio "Vai su www.nin.com il 5 maggio". Inoltre per il brano è stato realizzato anche un video musicale, diffuso su YouTube. Il 2 maggio fu la volta di Echoplex, pubblicato attraverso il profilo iLike del gruppo su Facebook con lo stesso messaggio di quello incluso nelle note di produzione della canzone Discipline. Tre giorni dopo i Nine Inch Nails pubblicano digitalmente sul loro sito l'album The Slip, con la possibile di acquistare anche i singoli brani in multitrack per permettere ai fan di remixarle liberamente e uploadare i remix risultanti.
Dopo il tour in supporto all'album Year Zero, nel sito ufficiale dei Nine Inch Nails è stato annunciato un tour che inizierà il 25 luglio 2008 al Pemberton Festival di Vancouver (Columbia Britannica) in Canada. Il tour annunciato prevede solamente date nel Nord e Sud America. Le band selezionate che apriranno i Nine Inch Nails in alcune date del tour americano sono: Crystal Castles, Deerhunter, Does It Offend You, Yeah?, A Place to Bury Strangers e White Williams. Attraverso il sito ufficiale sarà possibile prendere i biglietti in prevendita, così da poter usufruire di alcune agevolazioni il giorno del concerto.
Il 5 giugno 2008 Trent Reznor ha postato nel sito ufficiale dei Nine Inch Nails la formazione ufficiale della band che lo seguirà nel tour denominato Lights in the Sky over North America Tour 2008: Robin Finck, Alessandro Cortini, Josh Freese e Justin Meldal-Johnson. Inoltre, sono state inserite nuove foto riguardanti le prove per il tour nella pagina Facebook ufficiale. Sempre nello stesso post, Trent Reznor ha messo a disposizione un EP gratuito (completo di artwork e digital extras) che si può downloadare a partire da questo sito. Questo EP contiene 5 brani ad alta qualità, DRM-free, fully-tagged MP3 dei Crystal Castles, Does It Offend You, Yeah?, A Place to Bury Strangers, Deerhunter e Nine Inch Nails.
Il 13 giugno 2008, un post nel sito ufficiale ha confermato che l'album The Slip sarebbe stato pubblicato nei formati CD e LP in tutto il mondo, oltre ad essere disponibile nei negozi in una serie di 2CD con 6 panelli digipak e doppio vinile negli Stati Uniti, in Canada e parte del Giappone. La versione digipack sarà limitata a 200 000 copie, ognuna numerata, e includerà un DVD con le performance live in studio dei NIN, un libretto di 24 pagine e una serie esclusiva di adesivi.
Il 24 giugno 2008, sul sito ufficiale, vengono pubblicati tre filmati che ritraggono i Nine Inch Nails mentre provano le canzoni 1.000.000, Letting You ed Echoplex. Viene riportato che questi tre filmati faranno parte di una serie di 5 filmati che saranno presenti nel DVD dell'album The Slip (gli altri due ritraggono i Nine Inch Nails che provano Discipline e Head Down).
Il 27 giugno 2008 viene annunciato il Lights in the Sky Over South America 2008 tour, che comprende date selezionate in Sud America. Questo tour inizierà il 2 ottobre 2008 nella città di Buenos Aires (Argentina).
In data 19 luglio, nell'area di Los Angeles, si è tenuto un concerto privato dei Nine Inch Nails per pochissimi fan selezionati, che hanno trovato il biglietto-invito seguendo delle indicazioni rappresentate da dei punti di domanda apparsi nel file KML di Google Earth che ti permette di seguire tutte le date dei Nine Inch Nails del tour che inizierà il 25 luglio.
Il 6 settembre 2008, Trent Reznor annuncia tre nuove band che accompagneranno i Nine Inch Nails in date selezionate del tour che ripartirà in ottobre: si tratta dei californiani Health, dei giapponesi Boris e degli inglesi The Bug.
L'8 ottobre 2008, dopo aver finito l'ultimo show del tour in Sud America, Trent Reznor ha postato attraverso il sito ufficiale la notizia che Josh Freese lascerà la band dopo aver terminato la seconda parte del tour, quindi a fine 2008. Il 15 novembre 2008, Trent Reznor ha annunciato attraverso il sito ufficiale che il nuovo batterista live per le date nel 2009 sarà Ilan Rubin.
Il 1º dicembre 2008, vengono annunciate nuove date, che toccheranno l'Oceania, in occasione del Soundwave Festival, in febbraio-marzo 2009.
Il 13 dicembre 2008 Alessandro Cortini, in occasione della data conclusiva del tour 2008, annuncia che lascerà i Nine Inch Nails per seguire ed esplorare nuove strade e scelte musicali. Si rumoreggia che i Nine Inch Nails andranno in tour in Oceania come un quartetto, per poi annunciare probabilmente il nuovo tastierista per le date americane (aprile-maggio) ed europee (a partire da giugno). In un comunicato ufficiale, Trent Reznor ha inoltre annunciato che le date del 2009 saranno probabilmente le ultime prima di una lunga pausa.
Il 7 gennaio 2009, Trent ha annunciato il tanto atteso "regalo di Natale" che aveva promesso, 405 gigabytes di materiale video in HD filmato durante tre concerti (Victoria, Portland, Sacramento) del tour "Lights In The Sky 2008". I fan potranno editare e distribuire questi video come desiderano e alcuni gruppi (thisoneisonus.org) hanno già iniziato ad assemblare il materiale per un'uscita in DVD.
Nel mese di febbraio 2009, nel sito ufficiale dei Nine Inch Nails sono comparse alcune foto intitolate "a look at something else that's been going on", in cui si vede chiaramente Trent Reznor in studio con Eric Avery, Stephen Perkins e Dave Navarro dei Jane's Addiction (che proprio nel 2009 sono attesi con il loro nuovo album).
Il 16 febbraio 2009, Trent Reznor pubblica un comunicato in cui spiega essenzialmente che i Jane's Addiction accompagneranno i Nine Inch Nails nelle prossime date del tour negli USA e che nel 2009 si celebrano i 20 anni dall'uscita di "Pretty Hate Machine" ed è quindi giunto il momento che i Nine Inch Nails spariscano per un po' dalle scene musicali. Il 2009 vedrà quindi le ultime date live dei Nine Inch Nails almeno per un periodo.
Il 20 marzo 2009 viene aperto il sito internet  nel quale si possono trovare numerose news riguardanti il tour americano dei Nine Inch Nails, Jane's Addiction e Streetsweeper, materiale multimediale di ciascuna band, un sample delle band scaricabile gratuitamente e tracce multi-track per creare i propri remix. Per quanto riguarda i Nine Inch Nails, le canzoni proposte nel mini EP di promozione al tour sono Non-Entity e Not So Pretty Now. La prima data del Ninja Tour è prevista l'8 maggio 2009 in Florida, per poi proseguire fino a giugno per tutto il nord America. Successivamente i Nine Inch Nails si imbarcheranno per un tour mondiale che li terrà impegnati per tutta l'estate.

### La pausa
Nel 2009 Trent Reznor ha annunciato sul sito ufficiale del gruppo la decisione di prendersi una pausa dalle attività live per il prossimo futuro ma di non smettere di fare musica con il nome NIN:

### Hesitation Marks
Dopo 4 anni dal Wave Goodbye Tour, i Nine Inch Nails si preparano a tornare sulle scene. Il 25 febbraio 2013 Reznor annuncia la reunion e un nuovo tour che si svolgerà nell'estate e nell'autunno dello stesso anno negli Stati Uniti e continuerà nel 2014 nel resto del mondo. A comporre la line-up della band, assieme a Reznor, saranno Eric Avery dei Jane's Addiction, Adrian Belew dei King Crimson, Josh Eustis dei Telefon Tel Aviv, e i veterani del gruppo Alessandro Cortini e Ilan Rubin.

Questa la dichiarazione ufficiale di Reznor: 
La band sarà composta da Eric Avery, Adrian Belew, Alessandro Cortini, Josh Eustis, Ilan Rubin e da me. I primi concerti si terranno quest'estate, seguiti da un tour completo negli USA in autunno e numerose date in tutto il mondo nel corso del 2014. Molti altri dettagli e date arriveranno presto.»
Il 5 giugno 2013 Reznor rivela il titolo dell'ottavo album dei Nine inch Nails, Hesitation Marks, pubblicato il 3 settembre 2013 dalla Columbia Records. Il disco è stato anticipato da tre singoli: Come Back Haunted, uscito il 6 giugno, Copy of A, uscito il 12 agosto, e Everything, uscito il 20 agosto.

### RecoiledeThe Fragile: Deviations 1
In collaborazione con Peter Christopherson, cofondatore del gruppo industrial Coil, i Nine Inch Nails pubblicano nel 2014 l'EP Recoiled, costituito da una "serie di outtakes dalle sessioni remix di Fixed, Closer to God e Further Down The Spiral. In questi anni sarà determinante il coinvolgimento di Trent Reznor in società come Apple Music e Beats, volte alla diffusione di contenuti su modello streaming. Parallelamente, cura la rimasterizzazione in formato vinile dei maggiori successi commerciali della band, venduti poi tramite il sito ufficiale.
Nel 2016 segue l'uscita di The Fragile: Deviations 1, una versione interamente strumentale dell'album The Fragile, nato in stretta collaborazione con Atticus Ross (musicista e coproduttore delle colonne sonore per i film di David Fincher, a partire dalla pellicola The Social Network nel 2010, che valse ai due compositori l'Academy Award per la miglior colonna sonora originale). Il progetto prevede l'aggiunta di contenuti esclusivi, volti a «riscoprire il classico dei Nine Inch Nails sotto una nuova luce». Per la scelta del supporto di distribuzione si opta unicamente per il vinile, attribuendo alla release un valore intrinseco legato all'irreperibilità su formati ottici e digitali e rendendola di fatto un pezzo da collezione.

### Not the Actual Eventse la trilogia degli EP
Nel 2016 i Nine Inch Nails pubblicano l'EP Not the Actual Events, ufficialmente distribuito dall'etichetta di Reznor The Null Corporation, preceduto da una serie di indiscrezioni su Apple Music circa un possibile ritorno in auge della band. L'EP nasce dalla sempre più stretta collaborazione con Atticus Ross (ormai membro ufficiale della band) e dal sodalizio storico con Robin Finck, Alessandro Cortini ed Ilan Rubin. Pur preservando musicalmente gli elementi di elettronica di Hesitation Marks ed Year Zero, Not The Actual Events costituisce un ritorno dirompente al sound caratteristico di The Fragile e With Teeth, oltre ad essere riconosciuta come la produzione più violenta ed essenziale dai tempi di Broken. Il brano She's Gone Away, che include la voce di Mariqueen Maandig (moglie e collaboratrice di Reznor per il progetto How To Destroy Angels), è stato scritto per la stagione evento in arrivo durante il 2016 di Twin Peaks, diretta dal regista David Lynch, storico collaboratore ed estimatore di Reznor, il quale riesce ad ottenere il cameo dei Nine Inch Nails nell'ottavo episodio della terza stagione. Nel giugno 2017 Reznor conferma che Not the Actual Events costituisce in realtà il primo capitolo di una serie di pubblicazioni che sarà poi riconosciuta come la Trilogia degli EP.

## Formazione
- Trent Reznor – voce, chitarra, tastiera, basso, sintetizzatore (1988–presente)
- Atticus Ross – tastiera, basso, sintetizzatore, programmazione, cori (2016-presente)

Turnisti
- Robin Finck – chitarra, tastiera, sintetizzatore, cori (1994–2000, 2008–2009, 2013–presente)
- Alessandro Cortini – tastiera, sintetizzatore, basso, cori (2004–2008, 2013–presente)
- Ilan Rubin – batteria (2009, 2013–presente)

## Discografia

### Album in studio
- 1989 – Pretty Hate Machine
- 1994 – The Downward Spiral
- 1999 – The Fragile
- 2005 – With Teeth
- 2007 – Year Zero
- 2008 – Ghosts I-IV
- 2008 – The Slip
- 2013 – Hesitation Marks
- 2018 – Bad Witch
- 2020 – Ghosts V: Together
- 2020 – Ghosts VI: Locusts

### Album di remix
- 1995 – Further Down the Spiral
- 2000 – Things Falling Apart
- 2007 – Year Zero Remixed

### Album dal vivo
- 1997 – Closure
- 2002 – And All That Could Have Been
- 2007 – Beside You in Time

## Numeri Halo
I Numeri Halo sono un sistema atto a ordinare le pubblicazioni ufficiali dei Nine Inch Nails. I Numeri Halo corrispondono all'ordine degli album, per esempio Pretty Hate Machine, che è la seconda pubblicazione ufficiale dei NIN, viene indicato come Halo 2, e così via per gli altri album e singoli. I Numeri Halo vengono talvolta modificati in occasione di versioni speciali degli album;
The Downward Spiral è indicato come Halo 8, mentre le sue 2 riedizioni vengono indicate come Halo 8 DE e Halo 8 DVD-A.

## Riconoscimenti

### Grammy Award
- Wish — Best Metal Performance, 1992 (vinto)[22]
- The Downward Spiral — Best Alternative Music Performance, 1994 (candidatura)[23]
- Happiness in Slavery — Best Metal Performance, 1995 (Woodstock '94) (vinto)[24]
- Hurt — Best Rock Song, 1995 (candidatura)[24]
- The Perfect Drug — Best Hard Rock Performance, 1997 (nomination)[25]
- The Fragile — Best Alternative Music Performance, 1999 (candidatura)[26]
- Starfuckers, Inc. — Best Metal Performance, 1999 (candidatura)[26]
- Into the Void — Best Male Rock Vocal Performance, 2000 (candidatura)[27]
- The Hand That Feeds — Best Hard Rock Performance, 2005 (candidatura)[28]
- Every Day Is Exactly the Same — Best Hard Rock Performance, 2006 (candidatura)[29]
- Hesitation Marks - Best Alternative Music Performance, 2014 (candidatura)